# The Wetter the Better
| Recensione | Giudizio |
| ---------- | -------- |
| AllMusic   |          |

The Wetter the Better è il sesto album dei Wet Willie, pubblicato dalla Capricorn Records nel marzo del 1976.

## Tracce
Lato A
1. No, No, No – 3:09 (Michael Duke)
2. Teaser – 4:02 (Michael Duke)
3. Baby Fat – 3:53 (Rick Hirsch, Jimmy Hall, Michael Duke, Jack Hall)
4. Ring You Up – 5:17 (Michael Duke)

Durata totale: 16:21
Lato B
1. Comic Book Hero – 4:42 (John Anthony)
2. Walkin' by Myself – 4:51 (Jimmy Hall, Jack Hall, Ricky Hirsch)
3. Everything That 'Cha Do (Will Come Back to You) – 5:12 (Ricky Hirsch)
4. Everybody's Stoned – 5:09 (Ricky Hirsch)

Durata totale: 19:54

## Formazione
- Jimmy Hall - voce solista, sassofono alto, armonica, percussioni
- Ricky Hirsch - chitarra acustica solista, chitarra slide solista, accompagnamento vocale
- Michael Duke - voce solista, pianoforte, melodica, moog
- John Anthony - organo, moog, arpa, pianoforte elettrico, chitarra ritmica
- Jack Hall - basso, accompagnamento vocale
- Lewis Ross - batteria

Ospiti
- Paul Hornsby - pianoforte, organo (brano: Everybody's Stoned)
- Leo LaBranche - tromba, arrangiamenti sezione strumenti a fiato
- Earl Ford - trombone
- Skip Lane - sassofonobaritono
- Dezso Lakatos - sassofono baritono
- Jerome Joseph - congas
- Donna Hall - accompagnamento vocale, cori (brani: Baby Fat e Ring You Up)
- Leslie Hawkins - accompagnamento vocale, cori (brani: Baby Fat e Ring You Up)
- Al McDonald - battito delle mani (handclaps) (brano: Walkin' by Myself)
- Jay Stewart - battito delle mani (handclaps) (brano: Walkin' by Myself)
- Fred DeLoach - battito delle mani (handclaps) (brano: Walkin' by Myself)
- Linda DeLoach - battito delle mani (handclaps) (brano: Walkin' by Myself)

Note aggiuntive
- Paul Hornsby - produttore
- Kurt Kinzel - ingegnere del suono
- Richard Schoff - assistente ingegnere del suono
- Tony Humphries - assistente ingegnere del suono

Ringraziamenti:
- Hank & Webb - per Hot Dowgs & Chicken
- Amanda and Trick - per supporto morale
- Alan Hirsch
- Matt, Jim Wally & Celebrity Coach
- Carole
- Paul Hornsby (ringraziamento speciale)[3]